# Lithurgus xishuangense
Lithurgus xishuangense är en biart som beskrevs av Wu 2006. Lithurgus xishuangense ingår i släktet Lithurgus och familjen buksamlarbin. Inga underarter finns listade i Catalogue of Life.